# 6636 Kintanar
6636 Kintanar هو كويكب، يقع ضمن حزام الكويكبات. اكتشف في 11 سبتمبر 1988.

## روابط خارجية
- 6636 Kintanar في قاعدة بيانات مختبر الدفع النفاث لأجرام النظام الشمسي الصغيرة

- الاكتشاف · مخطط المدار ·  العناصر المدارية · المعلمات المادية

- 6636 Kintanar على موقع ويكي سكاي: DSS2, SDSS, GALEX, IRAS, Hydrogen α, X-Ray, Astrophoto, Sky Map, Articles and images